# 駒宮安男
駒宮 安男（こまみや やすお、1922年10月14日 - 1993年3月11日）は、日本の電気工学者。

## 経歴
1944年、東京帝国大学工学部電気工学科卒業。通産省電気試験所（現在の産業技術総合研究所）に入所。1952年、末包良太とともに日本初の自動計算機である、継電器式自動計算機のパイロットモデルETL Mark Iを完成。1955年、本格的な大型継電器式自動計算機ETL Mark IIを完成。リレー計算機として世界最大、最高速のものであった。1969年、電子情報通信学会コンピュータシステム研究専門委員会委員長。1980年、九州大学大学院教授。1986年、明治大学教授。

## 参考リンク
- 日本のコンピュータパイオニア